# كفردجال
كفردجال أو كفر دجان هي إحدى القرى اللبنانية من قرى قضاء النبطية في محافظة النبطية.